# (3913) Chemin
Pour les articles homonymes, voir Chemin (homonymie).
(3913) Chemin est un astéroïde de la ceinture principale.

## Description
(3913) Chemin est un astéroïde de la ceinture principale. Il fut découvert le 2 décembre 1986 à Caussols par le CERGA. Il présente une orbite caractérisée par un demi-grand axe de 2,36 UA, une excentricité de 0,22 et une inclinaison de 23,9° par rapport à l'écliptique.

## Compléments